# Aldrig en Iris
Aldrig en Iris, Vid Corporal Bomans grav på S:t Cathrina kyrkogård eller Fredmans epistel n:o 54 är en av Fredmans epistlar, skriven någon gång mellan 1773 och 1780 av Carl Michael Bellman. Det är en travesti på en pastoral elegi som Bellman själv skapade som underhållning för vännen Magnus Zetthermans sällskap på lantstället Fållan vid Magelungen augusti 1773.
I episteln sörjer änkan Boman sin försupne, misshandlande make. Till skillnad från den tidigare pastoralens lantliga miljö befinner sig änkan på en dyster stadskyrkogård där löven faller, där aldrig sådant som herdar, blommor, lärkor och turturduvor visat sig, men där döden är närvarande i form av gravstenar och kors, prydda med yrkesemblem ("kringlor, hjul och glavar") som visar på att de som är begravda i denna del av kyrkogården är relativt fattiga människor som hantverkare, till skillnad från de adelsmän vars stoft vilar inne i kyrkan.
I sista strofen fokuseras på änkan, som med en mjölkbytta står och gråter vid makens grav, och tilltalar själv maken och tackar för såväl smekningar som slag, och meddelar att hon skall återanvända hans gamla kläder, innan Fredman bryter in med tröst och en uppmaning att hon skall hitta en ny karl. Kontrasten till den ursprungliga elegin är enorm.